# フォール＝ルイ
フォール＝ルイ （Fort-Louis）は、フランス、グラン・テスト地域圏、バ＝ラン県のコミューン。

## 歴史

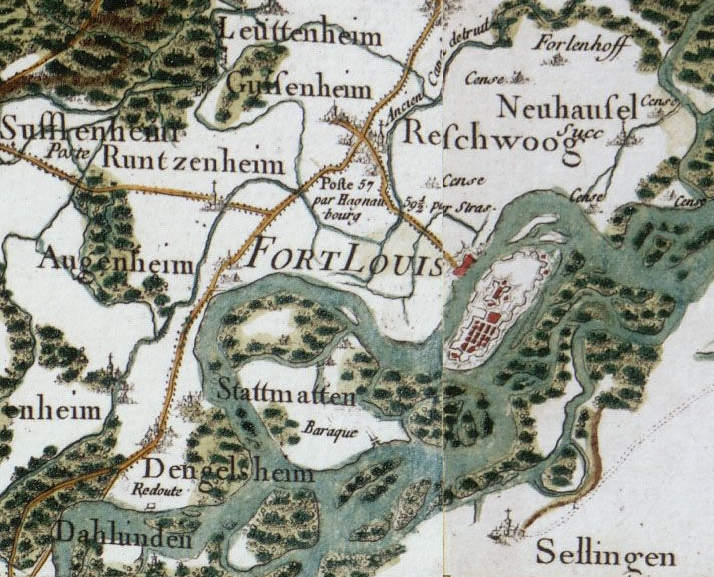
18世紀のカッシーニ地図に描かれたフォール＝ルイ

1686年、ルイ14世はヴォーバンに、当時ライン川の中洲にあった島で、バーデン辺境伯領と対峙する場所に要塞の建設を命じた。中心部は村の北にあり、カレ要塞と呼ばれ、2つの橋頭堡でアルザス砦側、バーデン砦側とつながっていた。
第一次対仏大同盟戦争中の1793年、エミグレ軍（fr）の助け、特にコレーズ出身者で占められた別名「ギロチン大隊」とも呼ばれた義勇兵隊（軍旗に描かれていたのは処刑されたルイ16世）とともにオーストリア軍はフォール＝ルイの要塞と恐るべき防衛設備を包囲した。11月14日、エミグレ軍指揮官コンデ公の前で要塞は陥落し、共和政府側の捕虜はルーマニアのテメシュヴァール（現ティミショアラ）へ送られた。
18世紀中に繰り返し包囲されたカレ要塞は、1818年に解体された。要塞跡は1890年にコミューンが買収している。
国民公会が置かれた1795年までのむらの名称は、フォール＝ヴォーバン（Fort-Vauban）であった。

## 人口統計
| 1962年 | 1968年 | 1975年 | 1982年 | 1990年 | 1999年 | 2009年 |
| ------ | ------ | ------ | ------ | ------ | ------ | ------ |
| 137    | 158    | 169    | 167    | 223    | 239    | 301    |

参照元:INSEE